# Jeanne Leblanc
Pour les articles homonymes, voir Leblanc.
Jeanne Leblanc, née le 27 septembre 1978 à L'Épiphanie (Québec), est une réalisatrice et scénariste québécoise. Elle est notamment connue pour son premier long métrage Isla Blanca.

## Filmographie

### Scénarisation et réalisation
- 2001 : Sortie de secours (court métrage) : production
- 2003 : El restro del mundo en Lavapies (documentaire) : production[2]
- 2004 : Voir les avions tomber  (court métrage expérimental) : coproduction, coscénarisation et coréalisation (avec Julie Paradis)
- 2008 : Le temps des récoltes (court métrage)
- 2011 : Une nuit avec toi (court métrage) : production
- 2012 : Sullivan's Applicant (court métrage)
- 2016 : Carla en 10 secondes (court métrage)
- 2017 : Garrincha (court métrage)
- 2017 : Isla Blanca
- 2020 : Les Nôtres : co-scénarisation[3]
- 2024 : Bellefleur (série télévisée) : réalisatrice[4]